# Hoël Ier
Pour les articles homonymes, voir Hoël de Bretagne.
Hoël le Grand († 484, 505 ou 545) (Hoelus Magnus en latin) est un roi légendaire d'Armorique (actuelle Bretagne), dont l’« histoire » est rapportée par Geoffroy de Monmouth dans son Historia regum Britanniae (vers 1135).

## Biographie

### Origines
L'Historia regum Britanniae Geoffroy de Monmouth, qui le nomme « Hoelus Magnus », le présente comme le fils de la sœur du roi Arthur et de Budic, « roi des Bretons armoricains ». À l'appel de son oncle assailli par les Saxons, les Scots et les Pictes, il rassemble 15 000 hommes et débarque à Southampton où Arthur le reçoit avec tous les honneurs
Plus loin dans son ouvrage Geoffroy de Monmouth indique qu'il est le père d'Hoël II, qui aurait épousé la fille de Run fils de Malgo dont il aurait eu un fils, Alan père d'Hoël III (lui-même père de Salomon) qui accueille Cadwallo lorsqu'il vient lui demander de l'aide contre Penda de Mercie.
Selon d'autres traditions il serait le fils de Deroch et de Lanwenn; frère de Riwal, duc de Domnonée vers 511, de saint Urfold, et de sainte Riwanon, mère de saint Hervé.[réf. nécessaire]

### Légende
Hoël Ier aurait vaincu le général frison Corsold ou Korsold qui s'était retranché dans l'île Callot à Carantec après avoir pillé le pays. Un doute existe toutefois, une autre tradition affirmant que le chef vainqueur était Riwall Meur Marzhou et non Hoël Ier.

« Hoël, roi de Domnonée fut obligé de passer la mer à la tête de sa tribu ; il se réfugia en Cambrie en 509 ; quatre ans après, il retouna dans ses foyers suivi de ses 15 000 guerriers et prit une revanche éclatante sur les Frisons, qui avaient ravagé la Bretagne pendant onze ans, et qui, gorgés de butin, s'étaient retirés au nombre de 50 000 hommes à Carantec, à trois lieues de Morlaix ; Hoël y débarqua et tailla complètement en pièces l'armée envahissante. Après avoir fait élever sur le théâtre de sa victoire une chapelle que la tradition place dans l'île de Callot, le jeune vainqueur réunit toute la Bretagne sous sa domination et régna trente ans avec le plus grand éclat. »

### Mariage et descendance
Il épouse la future sainte Pompée (Alma Pompeïa ou Coupaia), de qui il eut son successeur Hoël II, ainsi que les saints Tugdual, Lunaire (ou Lenor, ou Léonor) et sainte Sève (ou Sewa).

## Article lié
- Liste des rois légendaires d'Armorique

## Source
- (en) Peter Bartrum, A Welsh Classical Dictionary : People in History and Legend Up to about A.D. 1000, Aberystwyth, National Library of Wales, 1993, 649 p. (ISBN 9780907158738), p. 417 HOEL I son of BUDICIUS, king of Armorica..